# Maravillas Lamberto
Pour les articles homonymes, voir Maravillas (homonymie), Lamberto (homonymie) et Yoldi.
Maravillas Lamberto Yoldi, née à Larraga en 1922 et fusillée le 15 août 1936, est une adolescente victime des nationalistes pendant la guerre d'Espagne.
Violée et assassinée par les phalangistes à l'âge de 14 ans, elle demeure l'un des symboles de la barbarie franquiste contre les femmes.

## Biographie
Maravillas naît le 28 juin 1922 à Larraga, en Navarre. Elle est la fille de Vicente Lamberto Martínez, paysan militant de l'UGT, et de Paulina Yoldi. Elle a deux sœurs, plus jeunes, Pilar et Josefina.
Le 18 juillet 1936 se produit le putsch nationaliste contre le gouvernement de la République. La Navarre, de par son passé carliste, est l'un des principaux territoires où réussit la conspiration fasciste. Le général Emilio Mola est en effet le gouverneur militaire de Pampelune.
À trois heures du matin, le 15 août 1936, la Garde civile d'Artajona se présente au domicile de la famille Lamberto Yoldi pour arrêter Vicente Lamberto.
Toute la famille est alors à la maison. Maravillas, 14 ans, est dans sa chambre avec sa sœur Pilar, 10 ans.
Maravillas est arrêtée et emmenée avec son père au poste de la Garde civile.
Son père est incarcéré et l'adolescente est violée plusieurs fois, quelquefois en présence de son père.
Vers 5 h du matin, elle est déplacée avec son père dans un véhicule puis emmenée dans un bois.
Elle est de nouveau violée, sous les yeux de son père, Vicente Lamberto, puis assassinée avec lui. Son corps est laissé aux chiens. Les assassins s'en enorgueillissent publiquement et ne seront jamais inquiétés par les autorités franquistes.

## Sa sœur Josefina et le travail de mémoire

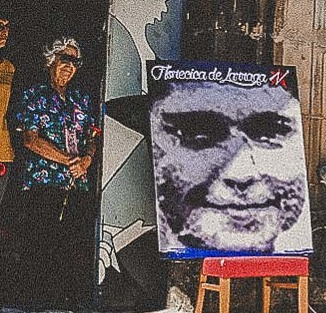
Josefina Lamberto, hommage à Maravillas.

Sa sœur, Josefina Lamberto, est envoyée cinq ans plus tard dans un couvent de religieuses.
À cause de son histoire familiale, elle doit demeurer recluse dans une congrégation de Karachi, au Pakistan, où il lui est interdit de parler aux autres religieuses.
Dans les années 1990, Josefina démissionne de toutes ses missions religieuses et s'installe à Pampelune.
Personnalité importante du devoir de mémoire en Navarre, elle témoigne alors du sort de sa famille, du calvaire de sa sœur Maravillas et de la répression franquiste.
Elle décède en juin 2022 à Pampelune.

## Hommages et postérité
- La Vallée d'Yerri rend hommage à Maravillas Lamberto par une sculpture[10].
- La ville de Pampelune a dédié une place publique à Maravillas Lamberto[11].

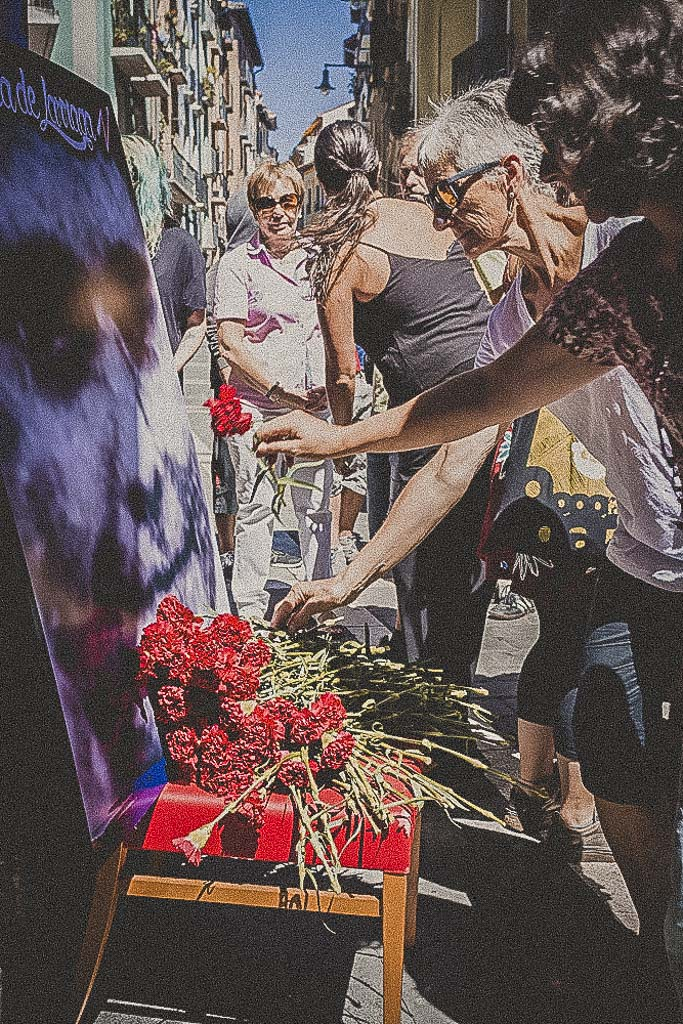
Hommage à Maravillas Lamberto à Pampelune, en 2018.